# Трубчатая окрестность
Трубчатая окрестность подмногообразия в многообразии — это открытое множество, окружающее подмногообразие и локально устроенное подобно нормальному расслоению.

## Мотивация
Поясним понятие трубчатой окрестности на простом примере. Рассмотрим на плоскости гладкую кривую без самопересечений. 
В каждой точке кривой построим линию перпендикулярную к этой кривой. 
Если кривая не является прямой, эти перпендикуляры могут пересекаться друг с другом весьма сложным образом. 
Тем не менее, если рассматривать очень узкую ленточку вокруг кривой, кусочки перпендикуляров, лежащих в ленточке, не пересекутся и покроют всю её без лакун. 
Такая ленточка и является трубчатой окрестностью кривой.
В общем случае рассмотрим подмногообразие {\displaystyle S\subset M} многообразия M и N — нормальное расслоение к подмногообразию S в M. 
В этом случае S играет роль кривой, а M — роль плоскости, содержащей эту кривую. 
Рассмотрим естественное отображение
{\displaystyle i:N_{0}\rightarrow S},
которое устанавливает взаимно-однозначное соответствие между нулевым сечением {\displaystyle N_{0}} расслоения N и подмногообразием S из M. 
Пусть j — продолжение этого отображения на все нормальное расслоение N со значениями в многообразии M, причём j(N) является открытым множеством в M, а j — гомеоморфизмом между N и j(N). Тогда j называется трубчатой окрестностью.
Часто трубчатой окрестностью подмногообразия S называют не само отображение j, а его образ T=j(N), подразумевая тем самым существование гомеоморфизма j между множествами N и T.

## Свойства
- Для замкнутого гладкого подмногообразия {\displaystyle N} риманого многообразия, множество {\displaystyle N_{\varepsilon }} точек на расстоянии {\displaystyle <\varepsilon } от {\displaystyle N} образует трубчатую окрестность {\displaystyle N} при всех достаточно малых положительных значениях {\displaystyle \varepsilon }.